# Frank Kriz
Frank Kriz (Nueva York, Estados Unidos, 26 de marzo de 1894-ibídem, 11 de enero de 1955) fue un gimnasta artístico estadounidense, especialista en la prueba de salto de potro, con la que llegó a ser campeón olímpico en París 1924.

## Carrera deportiva
En las Olimpiadas de París 1924 gana el oro en salto de potro, quedando situado en el podio por delante los checoslovacos Jan Koutný y Bohumil Mořkovský.